# 理查德·芬奇
理查德·芬奇（英語：Richard Finch，1962年8月29日—），澳大利亚男子拳击运动员。他曾代表澳大利亚参加1986年英联邦运动会拳击比赛，获得一枚银牌。他也曾参加1984年夏季奥林匹克运动会。